# Lucrezia Dondi dall’Orologio

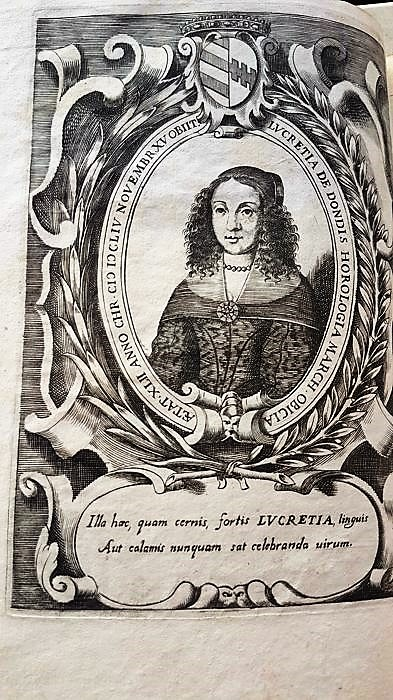
Lucrezia Dondi dall'Orologio, markiezin-gemalin Obizzi

Lucrezia Dondi dall’Orologio (Padua, 21 december 1610 – aldaar, 15 november 1654) was door haar huwelijk met markies Pio Enea II Obizzi, markiezin Obizzi. De moord op haar in het paleis Obizzi in Padua, republiek Venetië, hield de stad lang in de ban.

## Levensloop
Dondi was een edelvrouw uit de adellijke familie Dondi dall’Orologio. Deze adellijke familie was een van de vooraanstaande in Padua. Zij verloor haar vader vroeg en haar moeder voedde haar op. In 1629 werd zij uitgehuwelijkt aan markies Pio Enea II degli Obizzi. Deze man bezat onder meer het Castello del Catajo in de Euganische Heuvels en het palazzo Obizzi in Paduacentrum. Haar man maakte carrière als librettist en theatersponsor. In het paleis in Padua organiseerde Dondi mondaine feesten.
In de nacht van 14 op 15 november 1654 drong naar verluidt Attilio Pavanello de slaapkamervertrekken binnen waar Dondi verbleef in haar stadspaleis. Pavanello was een vriend van de familie. Na eerst gepoogd te hebben haar te verkrachten vermoordde hij haar met een scheermes. Hij ontkwam. De Venetiaanse politie tastte in het duister qua motief en dader. De moord was het gespreksonderwerp in de stad. Markies Obizzi was van mening dat een jaloerse collega uit de theaterwereld de moordenaar was. Enkele tegenstanders van Obizzi werden gearresteerd doch snel vrijgelaten.

## Moordzaak
Een jaar later werd Pavanello in Ferrara gearresteerd in een kwestie van anonieme brieven. Pavanello werd snel verdacht van de moord op Dondi en naar Padua overgebracht. De politie vond namelijk bij hem bebloede kledij en een scheermes met gebroken handvat. Pavanello ontkende de moord. Ook na foltering met het zogenaamde San Lorenzovuur bleef Pavanello ontkennen. Nadien liet de politie hem vrij, ondanks protest van de familie Obizzi. Pavanello liet zich niet meer zien gedurende verschillende jaren.
Twaalf jaar later dook Pavanello terug op in Padua. De jongste zoon van markiezin Dondi, Ferdinando Obizzi, schoot hem dood bij de uitgang van de kerk en hakte samen met vrienden het hoofd af met een spade. Ferdinando was het enige familielid dat in het paleis was tijdens de nacht van de moord. Ferdinando Obizzi vluchtte weg uit de republiek Venetië naar Wenen (1667). Daar vocht hij nog tegen de Turken in het Beleg van Wenen. Markies Obizzi werd gearresteerd wegens de moord gepleegd door zijn zoon Ferdinando. Na enkele dagen opsluiting werd hij vrijgelaten (1667). De familie Obizzi was opnieuw gespreksonderwerp in de stad.
In de 19e eeuw onderzochten schrijvers documenten die bestonden over de moord. Zij kwamen tot de conclusie dat het niet ging om een rivaliteit in de theaterwereld. Het zou om een liefdesaffaire gehandeld hebben, waarbij markiezin Dondi de avances van de zeventien jaar jongere Pavanello afwees.
In het Castello del Catajo, buiten Padua, leeft de legende dat zij de bebloede vloersteen bezitten, waar destijds het bloed uit haar hals is neergevallen. De familie Dondi dall'Orologio en de gemeente Battaglia Terme promoten dit verhaal.